# Lilija Lobanowa
Lilija Oleksandriwna Lobanowa (ukrainisch Лілія Олександрівна Лобанова; englisch Liliya Oleksandrivna Lobanova; * 14. Oktober 1985 in Woroschylowgrad, USSR, Sowjetunion als Lilija Piljuhina ukrainisch Пілюгіна, englisch Pilyuhina) ist eine ehemalige ukrainische Mittelstreckenläuferin, die sich auf den 800-Meter-Lauf spezialisiert hat. Ihren größten Erfolg feierte sie mit dem Gewinn der Bronzemedaille über 800 Meter bei den Europameisterschaften 2012 in Helsinki.

## Sportliche Laufbahn
Erste Erfahrungen bei internationalen Meisterschaften sammelte Lilija Lobanowa im Jahr 2003, als sie bei den Junioreneuropameisterschaften in Tampere in 54,39 s den fünften Platz im 400-Meter-Lauf belegte und mit der ukrainischen 4-mal-100-Meter-Staffel im Finale nicht ins Ziel kam. Im Jahr darauf belegte sie bei den Juniorenweltmeisterschaften in Grosseto in 53,82 s den achten Platz über 400 Meter und 2005 belegte sie bei den Halleneuropameisterschaften in Madrid in 3:31,67 min den vierten Platz in der 4-mal-400-Meter-Staffel. Im Juli belegte sie bei den U23-Europameisterschaften in Erfurt in 52,87 s den siebten Platz im Einzelbewerb und anschließend gelangte sie mit der Staffel bei den Weltmeisterschaften in Helsinki mit 3:28,00 min im Finale auf Rang fünf. Zudem gewann sie bei der Sommer-Universiade in Izmir in 3:28,23 min die Bronzemedaille mit der Staffel hinter den Teams aus Russland und Polen. Im Jahr darauf verpasste sie bei den Hallenweltmeisterschaften in Moskau mit 3:35,80 min den Finaleinzug und 2011 schied sie bei den Halleneuropameisterschaften in Paris mit 2:02,67 min im Halbfinale im 800-Meter-Lauf aus. Im August gewann sie bei den Studentenweltspielen in Shenzhen in 2:00,42 min die Bronzemedaille über 800 Meter hinter ihrer Landsfrau Olha Sawhorodnja und Jelena Kotulskaja aus Russland. Anschließend schied sie bei den Weltmeisterschaften in Daegu mit 1:59,38 min im Semifinale aus. Im Jahr darauf gewann sie bei den Europameisterschaften in Helsinki in 2:01,29 min die Bronzemedaille hinter der Britin Lynsey Sharp und Maryna Arsamassawa aus Belarus, nachdem zwei vor ihr liegende Russinnen nachträglich ihre Medaillen wegen Dopings verloren hatten. Anschließend musste sie kurzfristig auf einen Start bei den Olympischen Spielen in London verzichten. Auf nationaler Ebene blieb sie bis 2020 aktiv, ehe sie ihre sportliche Karriere im Alter von 35 Jahren endgültig beendete.
2013 wurde Lobanowa ukrainische Meisterin im 800-Meter-Lauf sowie in der 4-mal-400-Meter-Staffel. Zudem wurde sie 2006 Hallenmeisterin im 400-Meter-Lauf sowie 2011 über 800 Meter und 2020 in der 4-mal-400-Meter-Staffel.

## Persönliche Bestzeiten
- 400 Meter: 51,85 s, 24. Juni 2005 im Minsk
  - 400 Meter (Halle): 53,34 s, 23. Februar 2006 in Sumy
- 800 Meter: 1:58,30 min, 31. Mai 2011 in Jalta
  - 800 Meter (Halle): 2:02,38 min, 17. Februar 2011 in Sumy